# TimoCom
TIMOCOM GmbH — немецкая транспортно-логистическая компания, находящаяся в Дюссельдорфе. Название «Тимо» возникло из начальных букв обоих основателей Йенса Тирманна и Юргена Моорбринка.
В 1997 году была создана компания TIMOCOM GmbH, задуманная как служба услуг для всех участников транспортной отрасли. Одновременно с этим появилась транспортная биржа TC Truck&Cargo с лозунгом «Перевозчики встречаются у компьютера». TC Truck&Cargo является виртуальным рынком обмена данными для перевозчиков и экспедиторов и является крупнейшей среди европейских транспортных бирж.
Наряду с главным предприятием TimoCom в Дюссельдорфе имеются также филиалы в Польше, Чехии и Венгрии и два бюро в Испании и Франции.